# Памятный знак в честь работников механического завода (Нежин)
Памятный знак в честь работников механического завода, которые погибли на фронтах Великой Отечественной войны — памятник истории местного значения в Нежине.

## История
Решением исполкома Черниговского областного совета народных депутатов трудящихся от 31.05.1971 № 286 присвоен статус памятник истории местного значения с охранным № 95 под названием Памятный знак в честь работников механического завода, которые погибли на фронтах Великой Отечественной войны 1941-1945 гг..

## Описание
Памятный знак расположен перед фасадом дома № 37 улицы Хмельницкого — административным зданием механического завода. Памятный знак установлен в 1965 году в честь 16 воинов-работников завод, которые погибли на фронтах Великой Отечественной войны 1941-1945 гг. Памятный знак представляет из себя обелиск из нержавеющей стали высотой 3 м, увенчанный металлической звездой, на кирпичном оштукатуренном постаменте высотой 1,5 м. На лицевой стороне постамента закреплена бетонная плита с мемориальной надписью и фамилиями павших работников: «Робітникам механічного заводу загиблим на війні 1941-45» («Работникам механического завода погибшим на войне 1941-45»), «Агре І. Я., Береговий С. Я., Войтенко І. П., Губський А. Н., Горошко Н. І., Данільченко Н., Колесник І. П., Короб В. Л., Логовець В. Н., Манюкін В. І., Пучко П. У., Рубан В. Г., Таран А. І., Козир Г. Д., Чернета А. В., Шепель Я. Е., Малиновський Т. В.».